# Zuru
Zuru è una città della Repubblica Federale della Nigeria appartenente allo Stato di Kebbi. È capoluogo dell'omonima area a governo locale (local government area) che si estende su una superficie di 653 km² e conta una popolazione di 165.547 abitanti.